# Каміно-аль-Тальяменто
Каміно-аль-Тальяменто (італ. Camino al Tagliamento, вен. Camin al Tajamento) — муніципалітет в Італії, у регіоні Фріулі-Венеція-Джулія,  провінція Удіне.
Каміно-аль-Тальяменто розташоване на відстані близько 450 км на північ від Рима, 75 км на північний захід від Трієста, 28 км на південний захід від Удіне.
Населення — 1629 осіб (2014).
Щорічний фестиваль відбувається 14 лютого. Покровитель — святий Валентин.

## Демографія
Населення за роками:

Станом на 1 січня 2023 року в муніципалітеті офіційно проживало 49 іноземців з 20 країн, серед них 22 громадяни країн Євросоюзу та 9 громадян України.

## Сусідні муніципалітети
- Кодроїпо
- Морсано-аль-Тальяменто
- Сан-Віто-аль-Тальяменто
- Вармо